# Station Zębice Wrocławskie
Station Zębice Wrocławskie is een spoorwegstation in de Poolse plaats Zębice.
Het station had voor de tweede oorlog een uitgebreid stationsgebouw met wachtruimte maar dat werd in de oorlog verwoest. Na de oorlog werd er een overdekte metalen wachtruimte geplaatst. Het station zelf werd in 2008 gerenoveerd.